# Antonio Seijas
Antonio Seijas Cruz (Ares, Coruña, 19 de julho de 1976) é um historiador de arte, ilustrador, desenhista, fotógrafo, pintor e autor de revistas em quadrinhos espanhol.

## Biografia
Licenciado em Historia da Arte pela Universidade de Santiago de Compostela (1994-1998), iniciou seu trabalho com caricaturas, publicadas em revistas galegas como Golfiño e Murguía
Seu primeiro trabalho de ilustração foi lançado em 2006 com o título Un Hombre Feliz
, com prefácio de Miguelanxo Prado.  Em outubro de 2012, adaptou a obra Cartas de Inverno do autor Agustín Fernández. La Luz é sua terceira obra, lançada em março de 2014, e vencedora da melhor obra de quadrinhos da Espanha.
Foi o ilustrador da obra Miña querida Sherezade escrita por Andrea Maceiras, vencedora do Prêmio Moira em 2014.
 e do livro Castañeiro de Abril, de Antonio Fraga.
O Soño da Serpe é sua primeira novela, com acontecimentos focados em sua terra natal. O livro é indicado para o público juvenil e adulto.  

Na área musical realizou o trabalho artístico do álbum Happiness Is the Road da banda Marillion. Contribuiu com o álbum Demon, da banda norueguesa Gazpacho, e ilustrou os álbuns das bandas Discanto, Harvest, The Wishing Tree, Nine Stones Close, John Jowitt´s arK, 50hz e The Dave. 

Em 2020 ganhou o prêmio de melhor novela gráfica, com o trabalho A Chaira, uma obra especialmente ambiciosa em que três das grandes vocações de Seijas dialogam abertamente: a literatura, o desenho e o design do próprio livro como obra artística.

## Ilustrações
Seus quadrinhos fizeram parte de várias exposições em festivais Criou logos para marcas da David Lynch Foundation Music.
Seu trabalho consta em diferentes iniciativas de caridade, como 4 Canciones de hambre y esperanza e Canción para un niño en la calle, uma campanha em que colaborou e consta com a participação de artistas como Steve Hogarth, Loquillo, Rebeldes, Lesli, Pep Sala e Jorge Lorenzo.

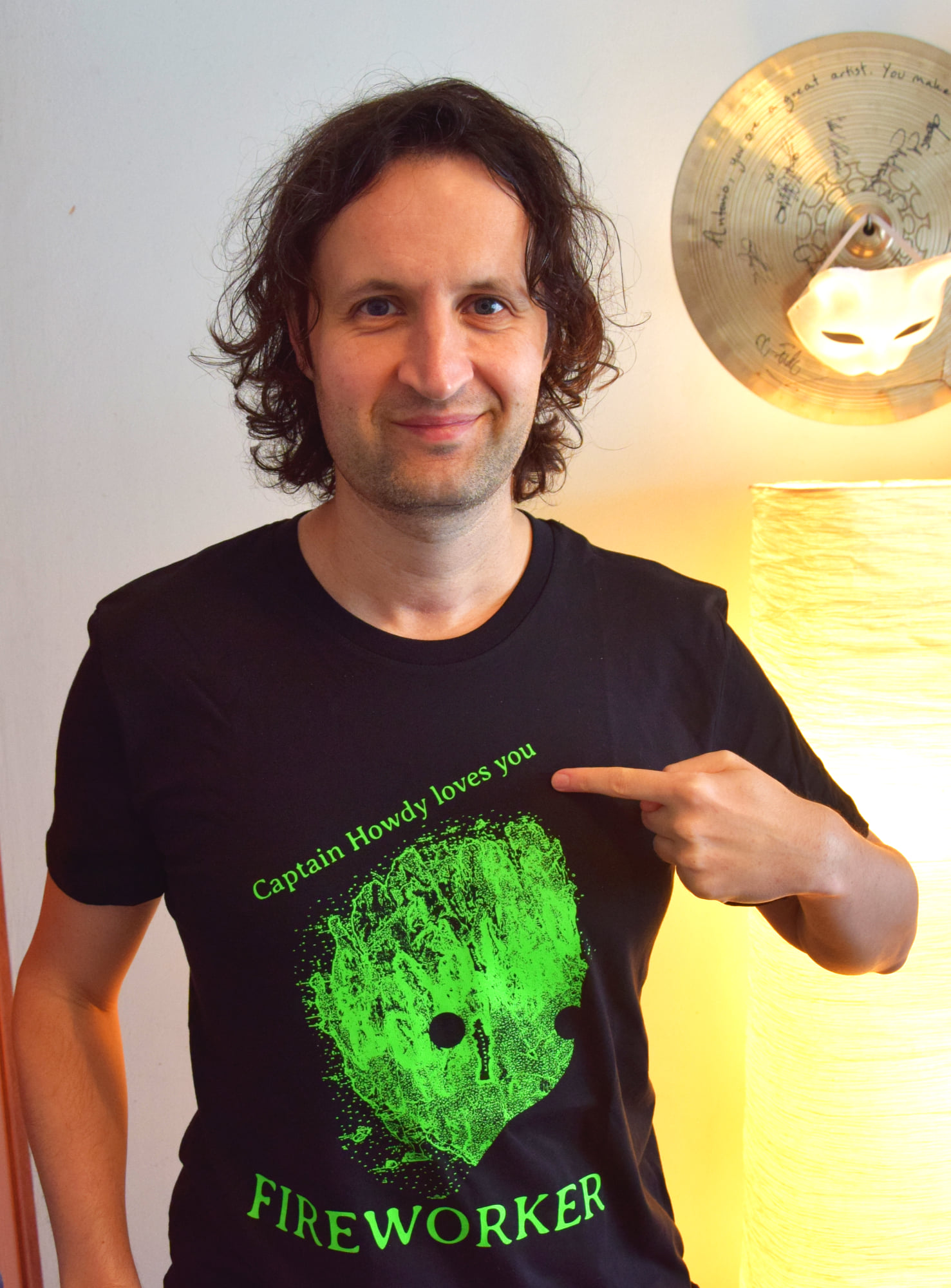
Antonio Seijas com seu desenho relativo ao álbum "Fireworker" da banda Gazpacho.

A série de televisão La que se avecina possui quatro obras do ilustrador. Durante os episódios elas são exibidas como parte do cenário. 

## Trabalhos Publicados[12]
- Revista Golfiño, número 67, 2003
- Revista Na Vangarda, números 1 e 2, 2004
- Fanzine das Xornadas, número 13, 2006
- Coleção Crepúsculo, números 14 e 47, 2007
- Un Hombre Feliz, 2007
- Livro homenagem a Joan Manuel Serrat, 2008
- Sorrisos e Boa Colleita, número 1, 2008
- Amar unha serea, 2010
- Todo ben - Manuel Rivas, 2010 [13]
- A casiña de chocolate, 2011
- Words and music:Excursion in the art of rock fandom - Michael Bowdery, 2011 [14]
- Cartas de Inverno, 2012
- The Balloon Race, 2012
- O Corazón de Xúpiter - Ledicia Costas, 2012 [15]
- Trampa de Luz - Agustin Agra, 2012 [16]
- Mere Mistery - Stace hartung, 2012 [17]
- O Castañeiro de Abril, 2013
- Nubes de evolución - Andrea Maceiras, 2013 [18]
- Mediomedo, 2013
- La Oruga en el Bosque Creciente, 2014
- La Luz, 2014
- La oruga en el bosque creciente, 2014
- Miña querida Sherezade, 2015
- Amar unha serea, 2016
- Miguel tiene un museo, 2017
- Onde vai Carlos?, 2017
- Doce cartas a María Victoria Moreno, 2018
- María Victoria, terra adiante - 2018
- O soño da serpe, 2019
- A auga, o dragón e o salgueiro chorón - 2019
- O gato verde de La Casa de la Troya - 2019
- La voz de los muertos - 2019
- A Chaira - La Llanura - 2019
- A boneca de cristal, 2021 [19]
- Poderosa -Sérgio Klein [20]

## Trabalhos como Ilustrador - Álbuns Musicais[21]
- Firebird (Gazpacho), 2005
- Night  (Gazpacho), 2007
- Happiness Is The Road (Marillion), 2008
- Ostara (The Wishing Tree), 2009
- Tick Tock (Gazpacho), 2009
- 4 Canciones de hambre y esperanza, 2009
- Canción para un niño en la calle, 2009
- Happiness Is Cologne (Marillion), 2009
- Underground Community (Harvest), 2009 [22]
- Gravity (The Dave), 2010
- Live in Montreal Saturday (Marillion), 2010
- Wild Untamed Imaginings (Ark), 2010
- Missa Atropos (Gazpacho), 2011
- Live in Montreal Sunday (Marillion), 2011
- Neverland (Banda tributo a Marillion), 2011 [23]
- March of Ghosts (Gazpacho), 2012
- Music That Changes The World (Vários), 2012
- Sounds That Can't Be Made (Marillion), 2012
- One Eye On The Sunrise (Nine Stones Close), 2012 [24]
- Chasing Time (Harvest), 2012 [25]
- Between Air And Wing (Steve Merlin), 2012
- Demon (Gazpacho), 2014
- Northern Wind (Harvest), 2014 [26]
- Beyond The Seventh Wave (Silhouette), 2014
- Molok (Gazpacho), 2015
- Leaves (Nine Stones Close), 2016
- Traces 10th Anniversary Edition (Nine Stones Close), 2016 [27]
- Complicated (Nine Stones Close), 2016 [28]
- The World is Flat (Silhouette), 2017 [29]
- Absorption Lines (Jet Black Sea), 2017
- Soyuz (Gazpacho), 2018
- Fireworker (Gazpacho), 2020
- Tokyo Rain (The Wimshurst's Machine + Corrado Rossi)
- Nine Stone Close (One Eye On The Sunrise)
- London (Banda Gazpacho) [30]

## Prêmios
- 2º colocado no concurso de da revista cultural Desafío, 1994
- Premiado no VII Concurso de Caricatunistas na VII Bienal de Caricatura de Ourense, 2004
- Finalista do concurso de quadrinhos da Junta de Galícia, 2004
- 2º colocado no concurso de BD em O Alfaiate, no site Empuje.net, 2005
- 1º colocado no concurso de quadrinhos Ciudad de Dos Hermanas, 2005
- 3º colocado no concurso de quadrinhos Mari Puri Express em Torrejón de Ardoz, 2005
- 2º colocado no X Certame de Arteixo, 2005
- Ganhador do II Premio Castelao da Deputación da Coruña con "Un home feliz", 2006[31]
- Un hombre feliz - Premio Melhor Roteiro, Salón del Comic de Barcelona, 2008[32]
- Cartas de Inverno - Prêmio Isaac Días Pardo de Melhor Livro Ilustrado da Galícia, 2012[33]
- La Luz - Nominada melhor obra nacional de 2014 na Expocomic[34]
- A Chaira - Nominada melhor Novela Gráfica de 2020 na Gala do Libro Galego [35]